# Царска џамија у Приштини
Царска џамија (Џамија султана Мехмеда Фатиха) у Приштини је подигнута 1460-1461. године, што одговара податку у натпису над порталом да је саграђена хиџарске 865. Џамија има статус споменика културе од изузетног значаја.

## Изглед
Подигнута је осам година након пада Цариграда, односно датума када су преузети типолошки елементи са Аја Софије, који су и одредили углавном уобичајени (османско-брусански) тип градње џамија на српском тлу – једноспратне грађевине са куполом. Својим строгим и мирним пропроцијама, оскудна у декорацији како споља тако и изнутра, распоном куполе од 13,5 m, витким минаретом, тремом са три преломљена лука и три куполе, показује све вредности монументалних објеката насталих у раном периоду исламског градитељства у Србији. Грађена је од камених блокова. Једноставност пластичне обраде дошла је до изражаја у обликовању портала и прозора као и украшавању михраба, махвила и других елемената у унутрашњости грађевине.